# Beleg van Malta (1798-1800)
Het Beleg van Malta, ook bekend als het Beleg van Valletta of de Franse blokkade (Maltees:  L-Imblokk tal-Franċiżi), was een twee jaar durend beleg en een blokkade van Malta, dat sinds juni 1798 door de Fransen werd bezet. Het Beleg van Malta kaderde binnen de Franse mediterrane campagne van 1798 en zou duren tot september 1800.
Sinds juni 1798 werd Malta bezet door de Franse troepen, aangevoerd door Napoleon Bonaparte, die er passeerde tijdens zijn tocht onderweg naar Egypte, waar later dat jaar de expeditie van Napoleon naar Egypte zou plaatsvinden. Napoleon veroverde het eiland in een mum van tijd, en liet er een kleine troepenmacht achter van 4.000 manschappen, onder leiding van Claude-Henri Belgrand de Vaubois. Met deze verovering begon de Franse bezetting van Malta.
Hierop werd het eiland gedurende twee jaar belegerd en geblokkeerd door de Britten. Meer bepaald was het beleg en de blokkade gericht tegen de Franse troepen, die zich verschanst hadden in Valletta en de Drie Steden. Het Beleg van Malta begon na de Britse overwinning tijdens de Slag bij de Nijl, die plaatsvond in augustus 1798 in de Baai van Aboukir, nabij Alexandrië, Egypte. De Britse blokkade werd gesteund door de Maltese bevolking, die niet gelukkig was met de Franse bezetting. Nadat de Franse troepen zich hadden teruggetrokken op Valetta, de Maltese hoofdstad, kregen ze te kampen met voedseltekorten, die in de hand werd gewerkt vanwege de effectieve Britse blokkade. De blokkade bleek sluitend te werken: tot het voorjaar van 1800 passeerde op Malta geen enkel handelsschip, enkele kleine uitzonderingen niet te na gesproken. De ontbering onder de Fransen nam toe.
In februari 1800 werd een aanzienlijk konvooi onder bevel van contre-admiral Jean-Baptiste Perrée uitgestuurd vanuit Toulon. Dit Franse konvooi werd echter onderschept door de schepen van de Royal Navy onder bevel van Horatio Nelson in het zicht van de troepen op Malta. In de gevechten die daarop uitbarstten, stierf Perrée, terwijl zijn schip werd ingenomen. De maand nadien vertrok het Franse linieschip Guillaume Tell in Toulon naar Valletta, volgeladen met soldaten, maar ook dit schip werd vroegtijdig aangevallen door de Britse blokkade. Deze verliezen maakten de Franse positie in Valletta onhoudbaar. De overgave hing in de lucht. Ook al hield Vaubois nog vijf maanden stand, toch gaf hij zich op 4 september 1800 over. Op dat moment had het mortaliteitsgehalte een niveau bereikt van 100 man per dag. Voornaamste doodsoorzaken waren ondervoeding en tyfus. Malta werd vervolgens veroverd door de Britten. De Britten verruimden daarmee hun hegemonie over de centrale Middellandse Zee. Malta zou uiteindelijk nog 164 jaar onder Britse controle staan, tot het in 1964 de onafhankelijkheid verwierf.

## Blokkade

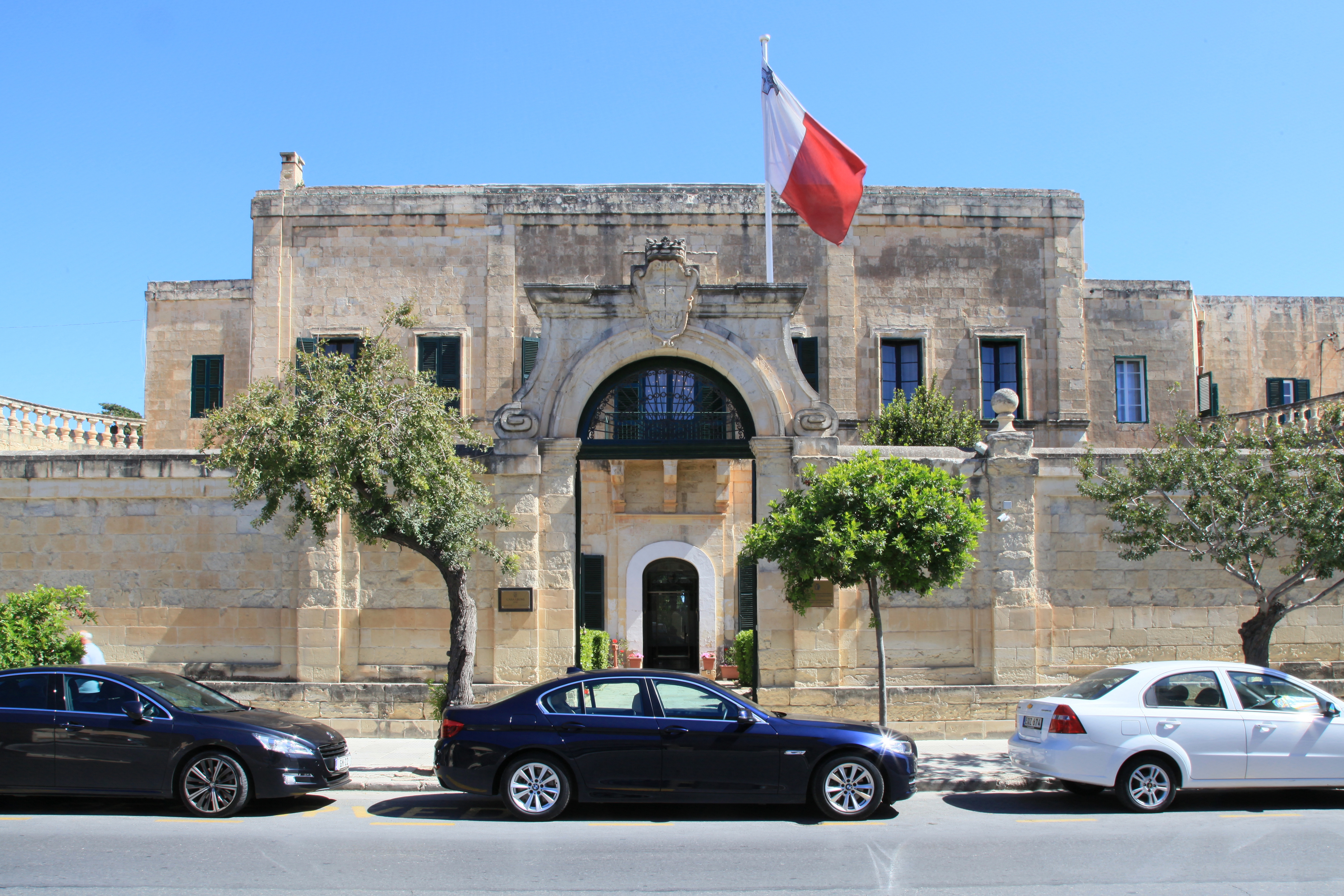
Casa Leoni, dat dienst deed als hoofdkwartier van de opstandige Maltese bevolking.

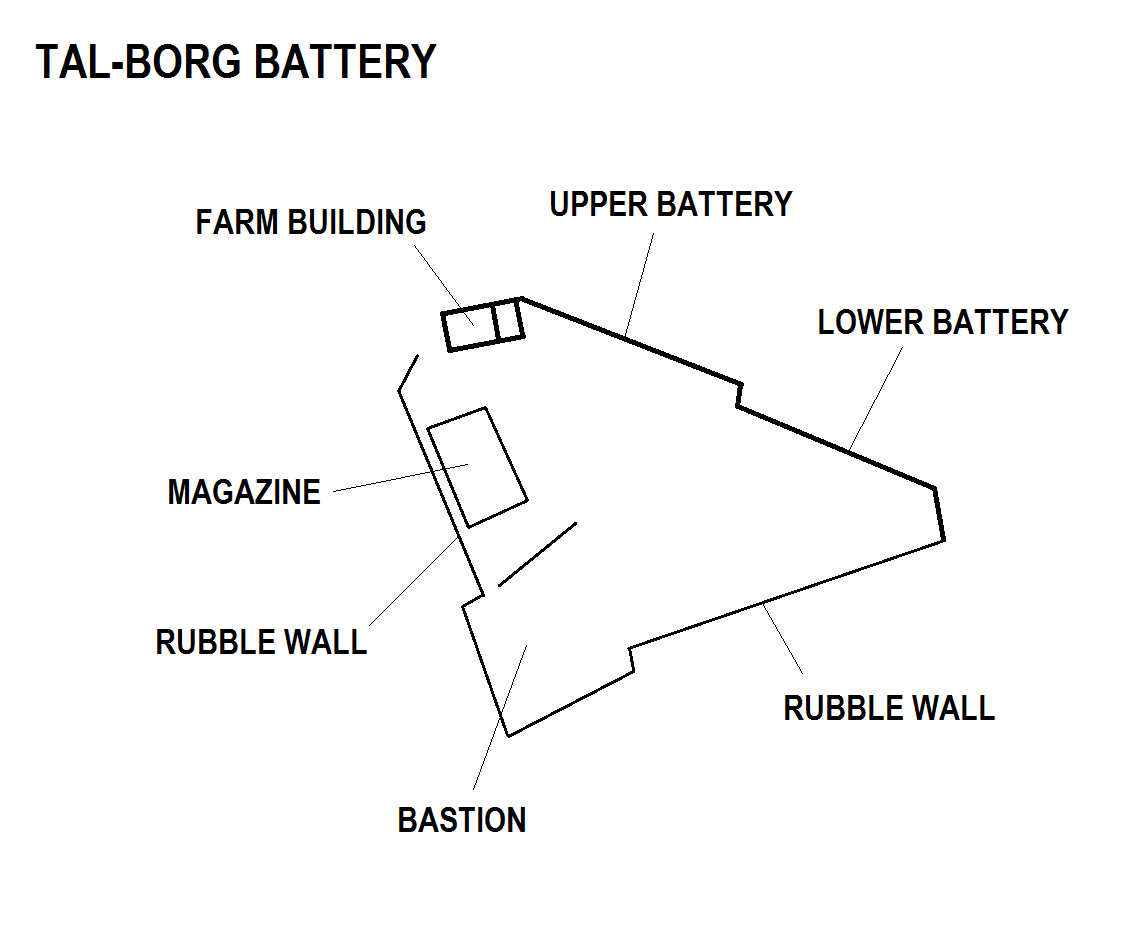
Kaart van Tal-Borg, een van de fortificaties die bij de Franse bezetting van Malta door de Fransen werden gebombardeerd.

1799 was een slecht jaar voor de Britse troepen en de Maltese bevolking. Het lukte niet om een sluitende blokkade op te werpen. Majoor-generaal James St Clair-Erskine, de Britse bevelhebber, beschouwde de Tweede Coalitieoorlog in Italië en de verdediging van Menorca immers als prioritair op de Maltese blokkade. Alexander Ball kon dus aanvankelijk niet veel op Britse steun voor het beleg en de blokkade rekenen. Tegelijkertijd weigerden de verslagen Napolitanen, nochtans een bondgenoot, om de Britten te ondersteunen. Een Russische militaire eenheid onder leiding van admiraal Fyodor Fyodorovich Ushakov daagde in januari 1799 op voor de Maltese kusten, maar werd vrij snel daarna opgeroepen om deel te nemen aan de Russisch-Ottomaanse verovering van de Franse departementen in Griekenland. Vanwege de gaten in de blokkade in het voorjaar van 1799 konden de Fransen alsnog hun troepen bevoorraden, terwijl de Maltese bevolking kreeg te kampen met voedseltekorten. Vanuit Ancona wist het Frans schip Boudeuse Valetta te bereiken. In mei vaarde een Frans expeditiekorps onder leiding van admiraal Etienne Eustache Bruix door de westelijke Middellandse Zee, waarop Horatio Nelson zich genoodzaakt om zijn schepen te heroriënteren, wat de blokkade nog bijkomend verzwakte. Gedurende deze periode konden Franse schepen zonder al te veel moeite Valletta bereiken.
Niettegenstaande deze bevoorradingen ontstond ook aan Franse zijde een voedseltekort. Om de voedselbevoorrading veilig te stellen verjaagde het Franse garnizoen de Maltese bevolking uit Valetta. Terwijl er nog 45.000 mensen woonden in 1799 zouden er nog 9.000 overblijven tegen 1800. Nelson, de Britse admiraal die op dat moment reeds een groot aanzien genoot, nam in hoogsteigen persoon het bevel over de blokkade op zich, terwijl Alexander Ball werd benoemd tot voorzitter van het Maltese National Congress. Als een verbindingsofficier tussen de Britten en de Maltese bevolking en soldaten verzorgde hij de levering van bevoorrading voor de Maltese bevolking. Aan Franse zijde verslechterde de situatie echter verder. De Britten merkten dit en op 1 november 1799 stelde Nelson aan Vaubois voor zich over te geven. Die weigerde echter te capituleren. Hij antwoordde Nelson: "Jaloux de mériter l'estime de votre nation, comme vous recherchez celle de la nôtre, nous sommes résolus défendre cette fortresse jusqu'à l'extrémité." Ondertussen kwam er in Britse interne rangen kritiek op de aanpak van Nelson. Die kritiek kwam er onder meer vanwege viceadmiraal George Keith Elphinstone, die sinds kort John Jervis verving, maar ook van een oude vriend zoals Thomas Troubridge. In december 1799 stuurde de Britten 800 extra manschappen naar Malta. Zij vulden de leegte in in de blokkade die was ontstaan nadat de aanwezige Portugese schepen werden teruggeroepen naar Lissabon. Ondertussen verslechterden de levensomstandigheden op Malta steeds verder. Toen het nieuws van de staatsgreep van 18 Brumaire door Napoleon Bonaparte algemeen verspreid geraakte in januari 1800, herhaalde Vaubois dat de Fransen in Malta zich nooit zouden overgeven, ook al zagen de vooruitzichten er niet goed uit.